# CAF Confederation Cup 2006
Der CAF Confederation Cup 2006 war die 3. Spielzeit des zweitwichtigsten afrikanischen Wettbewerbs für Vereinsmannschaften im Fußball unter dieser Bezeichnung. Die Saison begann mit der Vorrunde am 17. Februar 2006 und endete mit den Finalspielen im November und Dezember 2006. Titelverteidiger war der marokkanische Verein FAR Rabat.
Sieger wurde Étoile Sportive du Sahel aus Tunesien, die sich im Finale nach einem Gesamtergebnis von 1:1 aufgrund der Auswärtstorregel gegen FAR Rabat durchsetzen konnten. Sie qualifizierten sich somit für den CAF Super Cup gegen den Sieger der Champions League 2006.

## Vorrunde
Die Hinspiele wurden vom 17. bis zum 19. Februar, die Rückspiele vom 3. bis zum 5. März 2006 ausgetragen.
|                              | Gesamt          |                             | Hinspiel | Rückspiel |
| ---------------------------- | --------------- | --------------------------- | -------- | --------- |
| ASC Entente Sebkha FC        | 1 w/o 1         | ASO Chlef                   | —        | —         |
| Sahel SC                     | 2:4             | Séwé FC                     | 1:1      | 1:3       |
| Espérance Sportive de Zarzis | 2:0             | US Ouagadougou              | 2:0      | 0:0       |
| Akonangui FC                 | 0:0 (5:4 i. E.) | Impôts FC                   | 0:0      | 0:0       |
| TP USCA Bangui               | 1:5             | Les Astres FC               | 1:3      | 0:2       |
| Tourbillon FC                | 3:5             | Diables Noirs               | 2:2      | 1:3       |
| Bakau United                 | 2 w/o 2         | Jeunesse Club d’Abidjan     | —        | —         |
| Alakhdhar SC                 | 1:4             | Haras El-Hodood SC          | 1:0      | 0:4       |
| Rayon Sports                 | 2:0             | Hawassa City SC             | 1:0      | 1:0       |
| Mighty Blackpool FC          | 2:3             | CSS Richard-Toll            | 2:1      | 0:2       |
| Nairobi City Stars           | 1:2             | Uganda Revenue Authority SC | 1:1      | 0:1       |
| Dynamic Togolais             | 0:5             | AS Bamako                   | 0:0      | 0:5       |
| AS Vita Kabasha              | 0:2             | Sogéa FC                    | 0:0      | 0:2       |
| Super Magic Brothers         | 0:3             | Township Rollers FC         | 0:2      | 0:1       |
| ZESCO United                 | 4:0             | Pointe-aux-Sables Mates SC  | 3:0      | 1:0       |
| Clube Ferroviário da Beira   | 2:1             | Élan Club                   | 2:1      | 3 — 3     |
| JKU FC                       | 1:2             | USJF Ravinala               | 0:0      | 1:2       |
| Moro United FC               | 4 w/o 4         | Simbabwe                    | —        | —         |

Anmerkungen

## Erste Runde
Die Hinspiele wurden vom 17. bis zum 19. März, die Rückspiele vom 31. März bis zum 2. April 2006 ausgetragen.
|                              | Gesamt          |                              | Hinspiel | Rückspiel |
| ---------------------------- | --------------- | ---------------------------- | -------- | --------- |
| ASO Chlef                    | 0:1             | AS Douanes                   | 0:0      | 0:1       |
| Séwé FC                      | 2:3             | NA Hussein Dey               | 1:0      | 1:3       |
| Espérance Sportive de Zarzis | 1:6             | Olympique Khouribga          | 1:0      | 0:6       |
| Akonangui FC                 | 1:1 (5:6 i. E.) | Lobi Stars                   | 1:0      | 0:1       |
| Les Astres FC                | 2:3             | Atlético Petróleos de Luanda | 1:2      | 2:2       |
| Diables Noirs                | 2:3             | Berekum Arsenal              | 2:1      | 0:2       |
| Jeunesse Club d’Abidjan      | 0:2             | Heartland FC                 | 0:0      | 0:2       |
| Haras El-Hodood SC           | 7:0             | AS Kaloum Star               | 6:0      | 0:1       |
| Rayon Sports                 | 1:3             | Al-Ittihad Al-Sakndary       | 1:0      | 0:3       |
| CSS Richard-Toll             | 0:4             | Espérance Tunis              | 0:1      | 0:3       |
| Uganda Revenue Authority SC  | 2:3             | al-Merreikh Omdurman         | 2:1      | 0:2       |
| AS Bamako                    | 1:0             | King Faisal Babes            | 1:0      | 0:0       |
| Sogéa FC                     | 1:2             | GD Interclube                | 1:0      | 0:2       |
| ZESCO United                 | 2:3             | Township Rollers FC          | 2:1      | 0:2       |
| Moro United FC               | a /o 1          | Tout Puissant Mazembe        | :        | :         |
| USJF Ravinala                | 0:0 (4:3 i. E.) | Clube Ferroviário da Beira   | 0:0      | 0:0       |

Anmerkungen

## Zweite Runde
Die Hinspiele wurden vom 21. bis zum 23. April, die Rückspiele vom 5. bis zum 7. Mai 2006 ausgetragen.
|                     | Gesamt          |                              | Hinspiel | Rückspiel |
| ------------------- | --------------- | ---------------------------- | -------- | --------- |
| NA Hussein Dey      | 3:1             | AS Douanes                   | 2:0      | 1:1       |
| Lobi Stars          | 2:3             | Olympique Khouribga          | 1:1      | 1:2       |
| Berekum Arsenal     | 0:2             | Atlético Petróleos de Luanda | 0:0      | 0:2       |
| Haras El-Hodood SC  | 2:3             | Heartland FC                 | 0:0      | 2:3       |
| Espérance Tunis     | 1:1 (4:3 i. E.) | Al-Ittihad Al-Sakndary       | 1:0      | 0:1       |
| AS Bamako           | 3:3 (2:3 i. E.) | al-Merreikh Omdurman         | 3:0      | 0:3       |
| Township Rollers FC | 1:2             | GD Interclube                | 1:1      | 0:1       |
| USJF Ravinala       | 2:5             | Moro United FC               | 1:2      | 1:3       |

## Play-off-Runde
Bei der Auslosung wurde je ein Sieger der zweiten Runde gegen einen Unterlegenen der Achtelfinale der Champions League gelost, wobei die Vereine des CAF Confederation Cups im Rückspiel Heimrecht hatten. Die Hinspiele wurden vom 14. bis zum 16. Juli, die Rückspiele vom 28. bis zum 30. Juli 2006 ausgetragen.
|                          | Gesamt |                              | Hinspiel | Rückspiel |
| ------------------------ | ------ | ---------------------------- | -------- | --------- |
| USCA Foot                | 0:1    | GD Interclube                | 0:0      | 0:1       |
| Renacimiento FC          | 5:4    | Heartland FC                 | 5:0      | 0:4       |
| Étoile Sportive du Sahel | 7:1    | Moro United FC               | 4:1      | 3:0       |
| FC Saint Eloi Lupopo     | 3:2    | al-Merreikh Omdurman         | 2:0      | 1:2       |
| ASC Port Autonome        | 0:2    | Atlético Petróleos de Luanda | 0:1      | 0:1       |
| FAR Rabat                | 2:1    | NA Hussein Dey               | 2:0      | 0:1       |
| al-Hilal Khartum         | 1:2    | Olympique Khouribga          | 0:0      | 1:2       |
| Raja Casablanca          | 0:2    | Espérance Tunis              | 0:0      | 0:2       |

## Gruppenphase
Die acht Sieger der Play-off-Runde wurden zu zwei Gruppen mit jeweils vier Mannschaften gelost. Die Gruppensieger qualifizierten sich für das Finale, die Zweit-, Dritt- und Viertplatzierten schieden aus dem Wettbewerb aus. Bei Punktgleichheit zweier oder mehrerer Mannschaften wurde die Platzierung durch folgende Kriterien ermittelt:
1. Anzahl Punkte im direkten Vergleich
2. Tordifferenz im direkten Vergleich
3. Anzahl Tore im direkten Vergleich
4. Anzahl Auswärtstore im direkten Vergleich
5. Wenn nach der Anwendung der Kriterien 1 bis 4 immer noch mehrere Mannschaften denselben Tabellenplatz belegen, werden die Kriterien 1 bis 4 erneut angewendet, jedoch ausschließlich auf die Direktbegegnungen der betreffenden Mannschaften. Sollte auch dies zu keiner definitiven Platzierung führen, werden die Kriterien 6 bis 9 angewendet.
6. Tordifferenz aus allen Gruppenspielen
7. Anzahl Tore in allen Gruppenspielen
8. Anzahl Auswärtstore in allen Gruppenspielen
9. Losziehung

### Gruppe A
| Pl. | Verein                       | Sp. | S | U | N | Tore    | Diff. | Punkte |
| --- | ---------------------------- | --- | - | - | - | ------- | ----- | ------ |
| 1.  | FAR Rabat                    | 6   | 4 | 1 | 1 | 009:500 | +4    | 13     |
| 2.  | Olympique Khouribga          | 6   | 3 | 1 | 2 | 006:400 | +2    | 10     |
| 3.  | Atlético Petróleos de Luanda | 6   | 2 | 2 | 2 | 010:700 | +3    | 08     |
| 4.  | GD Interclube                | 6   | 1 | 0 | 5 | 003:120 | −9    | 03     |

| 12. August 2006              |     |                              |
| GD Interclube                | 1:3 | Atlético Petróleos de Luanda |
| FAR Rabat                    | 3:1 | Olympique Khouribga          |
| 26. August 2006              |     |                              |
| Olympique Khouribga          | 1:0 | GD Interclube                |
| Atlético Petróleos de Luanda | 1:1 | FAR Rabat                    |
| 9./10. September 2006        |     |                              |
| FAR Rabat                    | 2:0 | GD Interclube                |
| Olympique Khouribga          | 1:0 | Atlético Petróleos de Luanda |
| 23./24. September 2006       |     |                              |
| GD Interclube                | 0:2 | FAR Rabat                    |
| Atlético Petróleos de Luanda | 1:1 | Olympique Khouribga          |
| 14. Oktober 2006             |     |                              |
| Olympique Khouribga          | 2:0 | FAR Rabat                    |
| Atlético Petróleos de Luanda | 4:1 | GD Interclube                |
| 28. Oktober 2006             |     |                              |
| GD Interclube                | 1:0 | Olympique Khouribga          |
| FAR Rabat                    | 2:1 | Atlético Petróleos de Luanda |

### Gruppe B
| Pl. | Verein                   | Sp. | S | U | N | Tore    | Diff. | Punkte |
| --- | ------------------------ | --- | - | - | - | ------- | ----- | ------ |
| 1.  | Étoile Sportive du Sahel | 6   | 6 | 0 | 0 | 015:300 | +12   | 18     |
| 2.  | Espérance Tunis          | 6   | 2 | 2 | 2 | 010:700 | +3    | 08     |
| 3.  | FC Saint Eloi Lupopo     | 6   | 1 | 1 | 4 | 008:120 | −4    | 04     |
| 4.  | Renacimiento FC          | 6   | 1 | 1 | 4 | 006:170 | −11   | 04     |

| 12./13. August 2006      |     |                          |
| Étoile Sportive du Sahel | 1:0 | Espérance Tunis          |
| FC Saint Eloi Lupopo     | 5:1 | Renacimiento FC          |
| 26./27. August 2006      |     |                          |
| Espérance Tunis          | 1:0 | FC Saint Eloi Lupopo     |
| Renacimiento FC          | 0:2 | Étoile Sportive du Sahel |
| 9./10. September 2006    |     |                          |
| Étoile Sportive du Sahel | 4:1 | FC Saint Eloi Lupopo     |
| Espérance Tunis          | 5:0 | Renacimiento FC          |
| 23./24. September 2006   |     |                          |
| FC Saint Eloi Lupopo     | 0:1 | Étoile Sportive du Sahel |
| Renacimiento FC          | 1:1 | Espérance Tunis          |
| 13./15. Oktober 2006     |     |                          |
| Espérance Tunis          | 1:3 | Étoile Sportive du Sahel |
| Renacimiento FC          | 3:0 | FC Saint Eloi Lupopo     |
| 27./28. Oktober 2006     |     |                          |
| FC Saint Eloi Lupopo     | 2:2 | Espérance Tunis          |
| Étoile Sportive du Sahel | 4:1 | Renacimiento FC          |

## Finalrunde

### Finale

#### Hinspiel
| FAR Rabat                                          | FAR Rabat                                                                          | Étoile Sportive du Sahel                                                           | Étoile Sportive du Sahel |
| -------------------------------------------------- | ---------------------------------------------------------------------------------- | ---------------------------------------------------------------------------------- | ------------------------ |
| FAR Rabat                                          | \| 18. November 2006 in Rabat (Stade Moulay Abdallah) \| \| Ergebnis: 1:1 (0:1) \| | \| 18. November 2006 in Rabat (Stade Moulay Abdallah) \| \| Ergebnis: 1:1 (0:1) \| | Étoile Sportive du Sahel |
| FAR Rabat                                          | 1:1 El Bahri (72.)                                                                 | 0:1 Silva (34.)                                                                    | Étoile Sportive du Sahel |
| 18. November 2006 in Rabat (Stade Moulay Abdallah) |                                                                                    |                                                                                    |                          |
| Ergebnis: 1:1 (0:1)                                |                                                                                    |                                                                                    |                          |

#### Rückspiel
| Étoile Sportive du Sahel                               | Étoile Sportive du Sahel                                                         | FAR Rabat                                                                        | FAR Rabat |
| ------------------------------------------------------ | -------------------------------------------------------------------------------- | -------------------------------------------------------------------------------- | --------- |
| Étoile Sportive du Sahel                               | \| 2. Dezember 2006 in Sousse (Stade Olympique de Sousse) \| \| Ergebnis: 0:0 \| | \| 2. Dezember 2006 in Sousse (Stade Olympique de Sousse) \| \| Ergebnis: 0:0 \| | FAR Rabat |
| 2. Dezember 2006 in Sousse (Stade Olympique de Sousse) |                                                                                  |                                                                                  |           |
| Ergebnis: 0:0                                          |                                                                                  |                                                                                  |           |